# Негласне спостереження

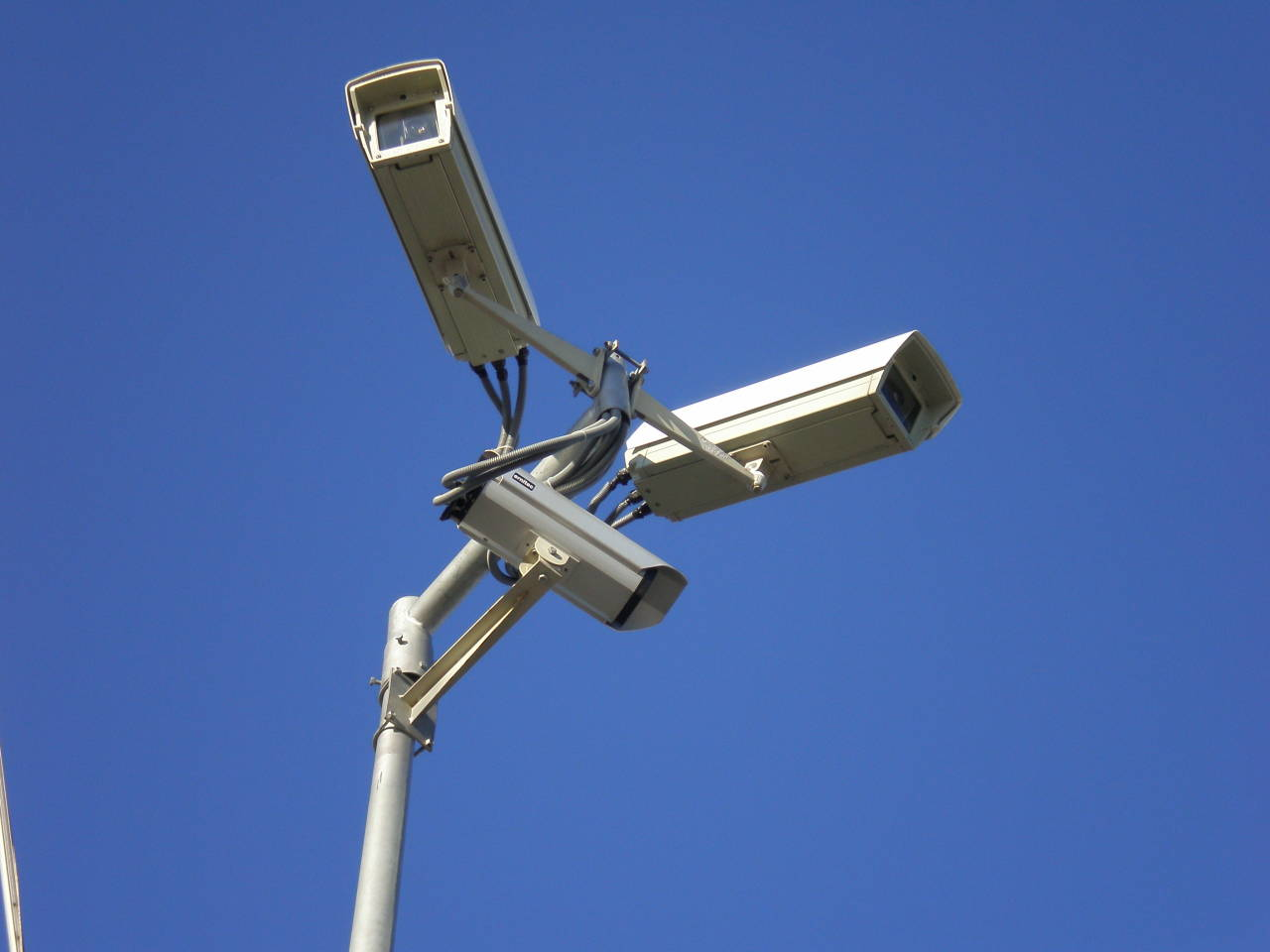
Камери спостереження

У шпигунстві і контррозвідці, спостереження (англ. surveillance) — моніторинг поведінки, діяльності або іншої інформації для впливу, керування, або захисту людей. Воно може включати спостереження з відстані за допомогою електронного обладнання (наприклад, відеоспостереження) або перехоплення інформації, що передана електронними засобами, (наприклад, інтернет трафік або телефонні дзвінки). Воно може також включати прості нетехнологічні або відносно низькотехнологічні методи, такі як агентурна розвідка або перехоплення пошти.
Спостереження використовуються урядами для збору інформації, запобігання злочинності, захисту процесів, особ, груп чи об'єктів або розслідування злочинів. Вона також використовується кримінальними організаціями для планування і вчинення злочинів, таких як розбій і викрадення, підприємствами для збору розвідувальних даних, а також приватними детективами.
Спостереження можна розглядати як порушення приватності, і до як такої часто опонують різні групи та активісти громадянської свободи. Ліберальні демократії мають закони, які обмежують урядове і приватне використання спостереження, як правило, обмежуючи його обставинами, коли суспільна безпека знаходиться під загрозою. Авторитарні уряди рідко мають будь-які внутрішні обмеження, а міжнародне шпигунство поширене серед усіх типів країн.
Спостереження все частіше стає темою академічних досліджень, включаючи дослідницькі центри, книги, та наукові журнали. В майбутньому системи збору інформації зможуть використовувати інтернет речей для ідентифікації, спостереження, моніторингу, відстеження розташування.